# Ma diao
Mǎ diào (馬吊) est le nom d'un ancien jeu de cartes chinois. C'est un jeu de levées, qui se joue avec 40 cartes, entre 4 joueurs. Avec le Kanhu et le Chezhang il fut un des trois jeux de cartes les plus prisés pendant la dynastie Ming.

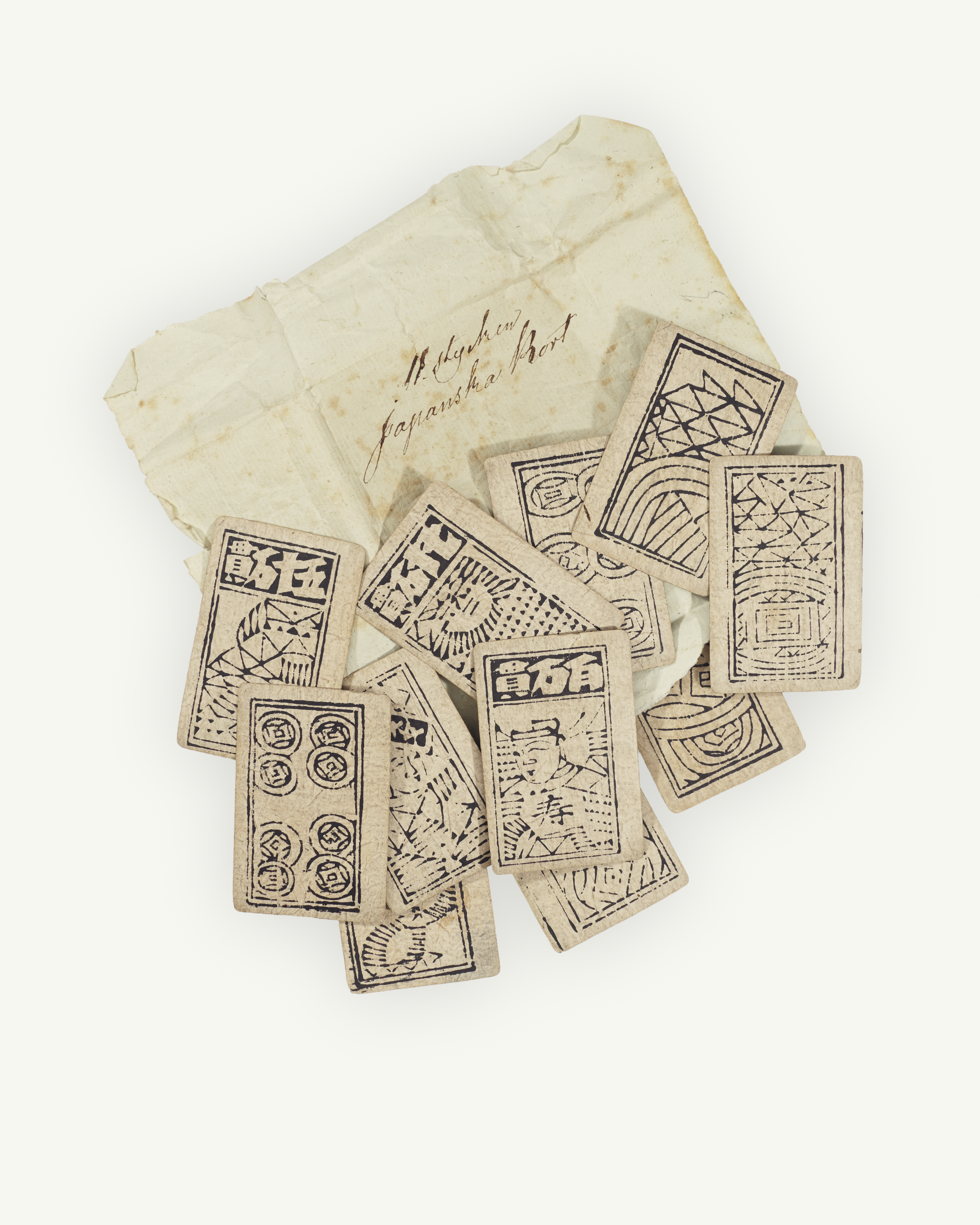
Jeu de cartes

En chinois, 馬 mǎ signifie « cheval », et 吊 diào « pendu ou levé ». Le nom du jeu mǎ diào viendrait de ce qu'il implique trois joueurs formant équipe contre le banquier, comme un cheval qui soulève un seul sabot (le banquier), ses trois autres sabots restant au sol (les trois joueurs).

## Description
Un jeu de mǎ diào se compose de 40 cartes de quatre sortes :
- la suite des 紋 Wén (traits), ou Sapèques : 11 cartes, comprenant la suite de 1 à 9 sapèques, de la demi-sapèque (appelée aussi Fleur) et de la zéro sapèque (appelée Blanc) ;
- la suite des 索瘠 Suǒ jí (cordelettes), ou Séries : suite de 9 cartes de 100 à 900 sapèques ;
- la suite des 万 (variante 萬) Wàn (10000), ou Myriades : suite de 9 cartes de 10 000 à 90 000 sapèques ;
- la suite des 十 Shí (dix), ou Dizaines (de myriades) : 11 cartes, comprenant la suite de 200 000 à 900 000 sapèques, Un million de sapèques, Dix millions de sapèques et Cent millions de sapèques (appelée aussi le Dix mille rouge)

Chaque carte de Myriades ou de Dizaines (de myriades) était illustrée par un des plus fameux des 108 bandits du roman chinois Au bord de l'eau, attribué à Shi Nai'an.

## Règle du jeu
Au début de la partie, un tirage au sort (lancer de dé) désigne le joueur qui tient la Banque.
Les trois autres joueurs se servent de 8 cartes, laissant les 8 cartes restantes au centre de la table.
Chaque joueur cherche alors réaliser des plis, les cartes de plus forte valeur l'emportant sur les cartes de valeur inférieure. Il s'agit d'un jeu de stratégie nécessitant fréquemment la coopération des joueurs contre le banquier.

## Évolution de la règle
Ces règles ont évolué au cours de l'histoire, en se compliquant beaucoup ; une nouvelle règle permit à un joueur de reprendre les cartes défaussées par le joueur précédent afin d'améliorer sa main.
Dès la fin de la dynastie Ming, de nouveaux jeux furent créés en retirant les dix cartes de la série shi (dizaines de myriades). L'ensemble comprenait les no 1 à 9 des trois séries wen, suo et wan (27 cartes), ainsi que trois honneurs appelés Fleur, Blanc et Dix mille rouge, soit 30 cartes au total. Par la suite, on en vint à doubler ces paquets pour former 60 cartes. Sous le règne de Kangxi (1661-1722), ces jeux doublés furent quadruplés, utilisant alors 120 cartes.
Les XVIIe et XVIIIe siècles voient l'essor des jeux de type « pioche et écart », tels le mo hu, le kan hu et le peng hu, jeux décrits par Jin Xueshi, dans Muzhu xianhua ("Papotages d'un porcher" – en fait un livre sur les jeux), en 1783.
Dans le mo hu, par exemple, chaque joueur prend 10 cartes et les 20 cartes restantes sont placées au centre de la table pour la pioche. Une main gagnante comprend deux séquences de quatre cartes de même symbole, plus une paire de n'importe quelle carte, y compris de Fleur, Blanc, ou Dix mille rouge. Le premier qui a transformé sa main initiale en une série de combinaisons reconnues a gagné. Le Mah-jong vient de cette famille de jeux.